# ماريون هوفمان
ماريون هوفمان (بالإنجليزية: Marion Hoffman) هي عداءة سريعة أسترالية، ولدت في 29 سبتمبر 1949.

## وصلات خارجية
- ماريون هوفمان على موقع الاتحاد الدولي لألعاب القوى (الإنجليزية)
- ماريون هوفمان على موقع النتائج التاريخية لألعاب القوى الأسترالية (الإنجليزية)
- ماريون هوفمان على موقع أوليمبيديا (الإنجليزية)
- ماريون هوفمان على موقع اللجنة الأولمبية الأسترالية (الإنجليزية)
- ماريون هوفمان على موقع اتحاد ألعاب الكومنولث (مؤرشف) (الإنجليزية)